# Umberto Zannier
Umberto Zannier (ur. 25 maja 1957 roku) – włoski matematyk, profesor Scuola Normale Superiore di Pisa. Specjalizuje się w teorii liczb i geometrii diofantycznej.

## Życiorys
Urodził się 25 maja 1957 roku. Studiował na Uniwersytecie w Pizie i w Scuola Normale Superiore di Pisa. Doktorat przygotował pod kierunkiem Enrico Bombieriego. Pracował w Pizie, Padwie, Salerno i Wenecji, a od 2004 roku jest profesorem Scuola Normale Superiore di Pisa.
Wypromował 11 doktorów.
Autor blisko 200 artykułów naukowych. Swoje prace publikował m.in. w „Acta Arithmetica”, „Journal für die Reine und Angewandte Mathematik”, „Mathematische Annalen”, „Transactions of the American Mathematical Society", „American Journal of Mathematics”, „Compositio Mathematica”, „Duke Mathematical Journal”, „Journal of the European Mathematical Society” i najbardziej prestiżowych czasopismach matematycznych świata: „Annals of Mathematics”, „Acta Mathematica”, „Journal of the American Mathematical Society”, „Inventiones Mathematicae".
W roku 2011 uzyskał prestiżowy grant ERC, a w 2014 wygłosił wykład sekcyjny na Międzynarodowym Kongresie Matematyków.
Jest członkiem korespondentem Accademia Nazionale dei Lincei (od 2006 roku) i członkiem Academia Europaea (od 2012 roku).